# Unreal Tournament 3
Unreal Tournament 3 es un videojuego multijugador en línea de disparos en primera persona desarrollado por Epic Games y la última entrega de la franquicia Unreal tras Unreal Tournament 2004. Fue publicado por Midway el 13 de noviembre de 2006 para Microsoft Windows en EE. UU. y el 22 de noviembre en Europa. La versión para PlayStation 3 fue realizada el 10 de diciembre de 2007 en EE. UU. y el 22 de febrero en Europa. Las versiones de Linux (que está previsto ser realizado como un instalador descargable funcionable con la versión para Windows) y Mac OS X están previstos para 2008 y la versión de Xbox 360 fue lanzado en verano de 2008.
Unreal Tournament III es la cuarta entrega en la serie Unreal Tournament y el octavo juego en la franquicia Unreal, pero fue numerado como 3 con base en el motor gráfico que utiliza. El Unreal Tournament original usa el Unreal Engine 1 (por lo tanto está en la primera generación), mientras que Unreal Tournament 2003 y Unreal Tournament 2004 usan el Unreal Engine 2 y 2.5 respectivamente. UT3 forma parte de la tercera generación al emplear el motor gráfico Unreal Engine 3. En marzo de 2008, Midway anunció que UT3 vendió alrededor de un millón de copias en todo el mundo.

## Modos de juego
Al igual que en anteriores entregas de la serie, el juego es principalmente un título multijugador en línea, ofreciendo distintos modos de juego como Bélico, Capturar la Bandera y Combate a Muerte. Incluye también un amplio modo Campaña con argumento, pasando así del simple torneo a conceptos como la incorporación de miembros de equipo con sus propias personalidades. Los siguientes modos de juego incluidos son:
- Combate a Muerte
- Equipo Deathmatch
- Capturar la Bandera
- Duelo: Tipo de juego 1 contra 1. Utiliza un sistema de espera, quien gana se queda, mientras que quien pierde se queda al final de la lista de espera.
- Armamento: Una combinación de Acometida y Asalto. Mientras que conserva las reglas de juego del modo Acometida, también incorpora nodos aislados que podrán ser siempre capturados (suminstrando al equipo dominante vehículos y puntos de reaparición) y nodos de cuenta atrás (que tras ser capturados y defendidos durante un periodo de tiempo, proporciona un vehículo o consecuencias beneficiosas al equipo dominate) además de la Esfera Caza Nodo, que permite capturar nodos instantáneamente y defenderlos.
- CLB del vehículo: Un capturar la bandera incorporando vehículos en el mapa, siendo un tipo de juego separado del juego estándar.

Los tipos de juego que no fueron incorporados de ediciones anteriores fueron Invasión, Mutante, Acometida, Último Hombre en Pie, Carrera de Bombardeo, Dominación, Dominación doble y Asaltado; el modo Asalto fue retirado del juego durante la fase de producción. Debido a la personalización del juego, estos modos podrían ser recreados por los propios usuarios. Aunque los diseñadores del juego dijeron que el nuevo modo Armamento permitiría crear mapas que fueran jugados como Asalto clásico o Acometida, la verdad es que sólo pueden ser creados mapas de Acometida, ya que no hay modo de incorporar sistemas de rondas por tiempo y de equipos Atacante/Defensor (que fueron las características más importantes de Asalto clásico).

## Armas
El arsenal en UT3 es bastante parecido al de UT2004. Entre las armas recuperadas de ediciones anteriores incluyen el:
Arco Largo AVRiL: (Lanzacohetes antivehículos de arco largo, que ahora permite guiar minas araña mediante el disparo secundario.
Bio Rifle: (dispara gotas de biomasa).
Cañón antiaéreo.
Arma de enlace.
Lanzacohetes.
Rifle de choque.
Rifle de francotirador: (que mejora el radio de disparo a la cabeza estando quieto) y el Redentor. El Emisor de objetivo estaba previsto incorporarlo en el juego y fue retirado.
Enforcer: (con posibilidad de llevar dos).
Martillo impacto: del UT original, sustituyen respectivamente al Rifle de Asalto y al Cañón protector de UT2003 y UT2004. El Martillo impacto incorpora un disparo alternativo EMP que puede bloquear potenciadores (como Frenético o el Ampliador de daño) y vehículos además de provocar 150 puntos de daño. Recuperado de Unreal y Unreal Championship 2: The Liandri Conflict.
Minicañón stinger: reemplaza al Cañón automático. El disparo principal del Minicañón lanza pequeños fragmentos de cristal de tarydio; el disparo secundario lanza trozos de cristal más grandes y con velocidad más baja, pero son capaces de clavar al oponente en las paredes.
Los Premios de matanza han sido expandidos desde UT2004, incorporándolos ahora hasta las armas. Acumulando 15 muertes con un arma en particular, el anunciador recompensa al jugador con un título específico. Los títulos son: Martillo neumático, Lanzador de armas, Peligro biológico, Rey del combo, Maestro de las lanzas, Racha azul, Maestro antiaéreo, Científico aeronáutico, Caza cabezas y Cazador de caza mayor (con el Arco Largo AVRiL).

## Vehículos
Los vehículos han sido divididos en dos facciones, los vehículos Axón (de la corporación Axón) y los vehículos Necris. Los vehículos Axón son los mismos de UT2004, pero con importantes mejoras en la jugabilidad. Como añadido, cada jugador es equipado con un hoverboard, un dispositivo de desplazamiento personal que permite a los jugadores desplazarse rápidamente en grandes mapas y enlazarse con vehículos amigos para transportes rápidos. No obstante, el hoverboard es muy vulnerable a cualquier ataque y hará que el jugador se caiga y lo deje vulnerable por varios segundos. Además, el jugador no puede hacer uso de las armas mientras hace uso de él.

### Vehículos Axón
Los vehículos Axón fueron recuperados del Editor`s Choice Edition de UT2004 y son relativamente más tradicionales. Entre los destacados están el Manta (un veloz hovercraft más maniobrable en UT3), el Raptor (superioridad de ataque aéreo), el Scorpion (buggy ligero de asalto, ahora equipado con morteros, cuchillas en el morro y una opción para aumentar la velocidad y ser usado como kamikaze), el Hellbender (jeep acorazado, ahora con el rifle de minas aéreas controladas por el conductor reduciendo los pasajeros a dos), el Cicada (vehículo de apoyo aéreo de dos pasajeros), el Hellfire SPMA (cañón de bombradeo remoto con siginificante mejora en su manejo), el Paladin (tanque de apoyo de infantería que emplea un escudo de energía), el Goliath (carro de combate) y el Leviatan (plataforma de armas pesadas). 

### Vehículos Necris
Los Necris (humanos no-muertos que representan la oposición en el torneo) poseen su gran grupo de vehículos. Hay seis vehículos Necris, y no son paralelos a los vehículos Axón, estableciendo un equilibrio contra ellos.
El Viper es muy parecido al Manta, una especie de moto deslizadora armada con esferas rebotantes y una función kamikaze. El Nemesis es esencialmente una torreta móvil con ruedas adaptables al terreno y dispara rayos de energía, y el DarkWalker es un vehículo de ataque pesado, con dos cañones de rayos y un trípode para moverse (parecido a los trípodes de La Guerra de los Mundos de H. G. Wells). El Fury es el vehículo aéreo de los Necris, con un sistema de propulsión, el Nightshade es un vehículo con sistema de camuflaje y preparado para colocar los dispositivos desplegables, y el Scavenger es una especie de vehículo esférico con un complejo sistema de ataque que dispara rayos mediante una esfera más pequeña que gira en torno al enemigo.

## Equipos
A diferencia de ediciones anteriores, el modo campaña no se basa en un argumento en torno al Gran Torneo de Liandri,más bien se basa en una guerra espacial de enormes corporaciones con mercenarios trabajando para estas mismas, y por ello varios de los equipos de Unreal Tournament 3 no son competidores del Torneo:
- Los Necris, que ya figuraron en anteriores entregas, son una especie de humanos modificados con nanotecnología creados por la Corporación Phayder para ejercer como equipo de Fuerzas Especiales contratados por la misma compañía. De piel pálida, estilo gótico y con equipamiento nanotecnológico avanzado de Phayder, son los antagonistas de UT3. El equipo Necris del Torneo es conocido como la "Legion Oscura", y algunos de los miembros a destacar son Kragoth el Asesino Estelar y la líder e Inquisidora Necris Akasha.
- Los Liandri, son una especie de seres cibernéticos, mantenidos y financiados por la Corporación Minera Liandri (creadores del Torneo) cuyo dominio en el mercado de la robótica es imposible de competir. Fueron originalmente liderados por Xan Kriegor, el primer campeón del Gran Torneo hasta que fue derrotado por Malcolm y su equipo los Thundercrash. Los Liandri son ahora liderados por Matrix, un ejecutivo de Liandri que fue mejorado por petición de sus superiores.
- Los Iron Guard, un antiguo equipo del Torneo formado por duros mercenarios y exmilitares, liderados por la veterana del Torneo Lauren. Los Iron Guard fueron contratados por la Corporación Axón.
- Los Iron Skull, una especie reptiliana conocida como los Krall, que sirvieron como esclavos en el imperio Skaarj antes de entrar en contacto con el imperio Humano del Nuevo Gobierno de la Tierra. Muchos prisioneros de guerra Krall entraron a formar parte del imperio durante la Guerra Humano/Skaarj, y otros en los Torneos. Los Necris decidieron hacer uso de sus recursos, adquiriendo el clan Iron Skull para ponerlos a su servicio como tropas de choque.
- Los Ronin, un equipo de armadura roja, con LEDs brillantes amarillos y tatuajes de henna; fueron un clan de guerreros cuya obligación era defender la colonia minera de los Twin Souls, de que fueron destruidos por los Necris y volaron a la Tierra para ser patrocinados por la Corporación Japonesa Izanagi como mercenarios y competidores del Torneo, recibiendo el nombre por la misma compañía.
- Los Thunder Crash; aunque este equipo no estaba previsto en la versión final del juego, Malcolm figura en la página web de UT3, apuntando a que este equipo regrese a la franquicia en futuros parches o bonus packs.

## Edición limitada de coleccionistas
El 26 de octubre de 2007 fue anunciada una edición limitada de coleccionistas para PC. Esta versión incluye una caja de edición exclusiva de lata y un libro de arte de tapa dura. También incluye un DVD adicional con más de 20 horas de tutoriales del editor del Unreal Engine 3, también software anti-WarHawk (desactivando rebobinación de película en casos especiales), la historia de la saga Unreal Tournament, y metraje sobre cómo se hizo Unreal Tournament 3. La Edición Limitada de Coleccionistas salió a la venta en los Estados Unidos, Europa, Sudáfrica y Australia entre otros.

## Crítica
Unreal Tournament 3 recibió críticas generalmente positivas. La versión de Windows recibió una media de 83% según 38 análisis de Game Rankings y una media de 83 sobre 100 según 40 análisis en Metacritic. La versión de PlayStation 3 recibió una media de 86% según 41 análisis de Game Rankings y una media de 86 sobre 100 según 40 análisis en Metacritic.
Aunque los análisis de UT3 fueron generalmente positivos, en los EE. UU. pasado el primer mes desde la realización de la versión de PC, sólo vendió cerca de 34,000 copias, mientras que la versión de Playstation 3 vendió alrededor de 110,000. Midway annunció en marzo de 2008 que vendieron hasta la fecha cerca de un millón de copias en todo el mundo. Algunos expertos estimaron que las pocas ventas en PC se debieron por factores como el enfoque del juego a las consolas respecto a anteriores juegos de Unreal Tournament.

## Comunidad y actividades multijugador en línea
Unreal Tournament 3 es principalmente un juego multijugador en línea. En consecuencia, el juego se beneficia de tener una extensa comunidad en línea. La comunidad UT3 se muestra en forma de foros de discusión, canales IRC y servidores de voz-IP, muchos de los cuales están relacionados y asociados con servidores actuales de UT3. Varios sitios web y foros de discusión sirven como comunidades de diseñadores de mapas y mods. Aunque muchas de estas actividades tienen lugar en servidores públicos, muchas personas deciden formar parte de encuentros entre clanes y formar parte de competiciones.

## Mods
Muchos jugadores han creado sus propios mapas, mutadores y personajes para Unreal Tournament 3. Algunas creaciones de usuarios incluyen personajes destacables como el Jefe Maestro de la saga Halo, Samus Aran de la saga Metroid, Snake de la saga Metal Gear,Neptune de Hyperdimension Neptunia y Marcus Fénix y los Locust de Gears of War.

### Xbox 360
Tras la realización del juego en PS3 a principios de 2008, se especulaba mucho sobre una potencial versión en Xbox 360, que podría ser realizada casi al mismo tiempo. En una entrevista de TeamXbox a Mark Rein, vicepresidente de Epic Games, mencionó problemas con el equipo de Xbox Live de Microsoft que detenían algunos sectores de producción. El artículo cita "Las reglas estrictas de Microsoft para Xbox Live insisten en no aceptar contenidos realizados por usuarios para el juego." como principal fuente de los retrasos. Rein respondió a ello "Microsoft no ha dicho 'no' por ahora, pero tampoco significa que digan 'sí' por ello." Rein explicó. "Necesitamos que acepten, y lo necesitamos cuanto antes." La versión de XBOX 360 versión contara con 5 Mapas Exclusivos, 2 Personajes Exclusivos, y pantalla dividida para 2 Jugadores en modo Multijugador y todo el contenido de descargas que ha liberado (de forma oficial) Epic Games en el Disco.
La versión para Xbox360 de Unreal Tournament 3 se lanzó en Europa el 4 de julio y en el resto del planeta el día 7 del mismo mes, aunque estuvo disponible en varias cadenas de distribución como GAME desde varios días antes.
La versión de Xbox 360 no tiene por el momento soporte con ratón y teclado o compatibilidad con mods creados por usuarios como el caso de PlayStation 3. La edición sobre los sistemas cerrados de miembros de Microsoft y el coste de puntos para muchas de las descargas han suscitado debates acerca de cómo será tratado el lanzamiento a esta plataforma. En una entrevista con la Revista Oficial de Xbox en el Midway's 2008 Gamer Day, Rein confirmó que estaría disponible el sistema de contenido de mods en la versión de Xbox 360, pero que aún quedaban detalles por finalizar.

## Parches

### PC
El primer parche para PC fue realizado el 10 de diciembre de 2007, pasando a la versión 1.1. El parche ocupaba cerca de 240 MB e incorporaba cambios a la configuración, la jugabilidad y resolvía varios fallos.
El segundo parche fue realizado el 21 de febrero de 2008, pasando a la versión 1.2. Volvía a resolver otros fallos encontrados y otros numerosos cambios como la posibilidad de aumentar el número de jugadores hasta 64.
El juego no requiere actualización alguna para jugar en línea (aunque se le informa al jugador de la disponibilidad), aunque en los servidores solo figurarán jugadores con la misma versión del usuario. Así que, a menos que el usuario actualice no podrá acceder a servidores con el parche más avanzado.
Actualmente el parche más avanzado que se ha lanzado es v2.1, que incluye mejoras y bug fix con respecto al patch 2.0, también fue lanzado el Titan pack para PC y Ps3, de los que incluye nuevos personajes, nuevos mapas, nuevas armas y mucho más.

### PlayStation 3
Niveles diseñados por usuarios estarán disponibles de forma descargable por medio de la Playstation Store. Usuarios de la versión de consola no podrán diseñar niveles sin tener la versión de PC, dado que la versión de consola no incluye un editor de niveles. La Playstation 3 soportará teclado y mouse por medio de puertos USB, y al administrador del servidor se le dará la opción de restringir a mouse y teclado, o solo a Sixaxis.
Después del anunciamiento del DualShock 3, se lanzó una lista de títulos que soportaran el método de vibrado, de entre los cuales se incluye a UT3.

## Versión demo
El 12 de octubre de 2007, una versión beta demo del juego para windows se hizo disponible para descargas. Esta contiene dos mapas de Deatmatch (ShangriLa y HeatRay), y un mapa Vehicle Capture the Flag (Suspense).El demo mantiene muchas opciones de customización bloqueadas, al igual que una baja resolución de texturas para minimizar el espacio.

## Requisitos
Requisitos Mínimos para PC:
- Windows XP SP2 o Windows Vista
- 2.0+ GHZ Procesador Single Core
- 512 MB de RAM
- Tarjeta de video NVIDIA 6200+ o ATI Radeon 9600+
- 8 GB de espacio libre en el disco duro

Requisitos Recomendados para PC:
- 2.4+ GHZ Procesador Dual Core
- 2 GB de RAM
- Tarjeta de video NVIDIA 8800GT+ o ATI HD3870+( 256-512 mb )
- 8 GB de espacio libre en el disco duro

Requisitos para la consola PlayStation 3:
- Consola de videojuegos Playstation 3
- Controles SIXAXIS o Dual Shock (También existe compatibilidad con mouse y teclado)
- Servicio de Internet para juego En línea
- 8 GB de espacio libre en el disco duro